# زكاة الخلطة
زكاة الخلطة أو الزكاة في مال الخلطة، وهي: أن يجعل مالكان أو أكثر مالهما كمال المالك الواحد، مختلطا بينهما، فيزكيان مالهما زكاة المال الواحد، ويجب عليهما ما يجب في مال الواحد، وللخلطة تأثير في إيجاب الزكاة، فقد تفيد الخلطة تخفيفا أو تثقيلا على مالك واحد أو أكثر، وقد تؤثر الخلطة في تقليل أو زيادة القدر الواجب، وقد ورد في الحديث النهي عن إنشاء الخلطة، أو فسخها، إذا كان ذلك بقصد التخلص من الزكاة.

## شروط الخلطة
يشترط في الخلطة
1. أن يكون الشريكان من أهل الزكاة
2. أن يكون المال المختلط نصابا
3. أن يمضي عليهما حول كامل
4. ألا يتميز أحدهما عن الآخر في المراح، (بضم اليم) وهو موضع مبيت الماشية.
5. ألا يتميز أحدهما عن الآخر في المسرح
6. ألا يتميز أحدهما عن الآخر في المشرب
7. أن لا يتميز أحدهما عن الآخر في الراعي
8. ألا يتميز أحدهما عن الآخر في الفحل
9. أن لا يتميز أحدهما عن الآخر في المحلب

## الحكم
حكم الخلطة من حيث هي أمر مباح، وإذا اشترك اثنان فأكثر بخلط المال الذي تجب فيه الزكاة؛ فلا يفرق بين مجتمع ولا يجمع بين مفترق مخافة الصدقة، ويدل على ذلك حديث:«عن ابن عمر رضي الله عنهما أن رسول الله ﷺ: "كتب كتاب الصدقة، فقرنه بسيفه فعمل به أبو بكر وعمر رضي الله عنهما وكان فيه: لا يفرق بين مجتمع، ولا يجمع بين مفترق مخافة الصدقة، وما كان من خليطين، فإنهما يتراجعان بينهما بالسوية"»

### معنى الحديث
قال النووي:
«وأما قوله ﷺ "لا يفرق بين مجتمع ولا يجمع بين مفترق خشية الصدقة"؛ فهو نهي للساعي وللملاك عن التفريق وعن الجمع، فنهى الملاك عن التفريق وعن الجمع خشية وجوب الصدقة، أو خشية كثرتها ونهى الساعي عنهما خشية سقوطها أو قلتها. مثال التفريق من جهة الملاك: أن يكون لرجلين أو رجال أربعون شاة مختلطة فواجبهم شاة مقسطة عليهم، فليس لهم تفريق الماشية بعد الحول عند قدوم الساعي لتسقط الزكاة في الظاهر ومثاله من جهة الساعي أن يكون لكل رجل من الثلاثة أربعون شاة مختلطة، فليس للساعي تفريقها ليأخذ من كل واحد شاة وإنما على كل واحد ثلث شاة، ومثال الجمع من جهة الملاك أن يكونوا ثلاثة لكل واحد أربعون شاة متفرقة فجمعوها عند قدوم الساعي بعد الحول، فليس لهم ذلك، بل على كل واحد شاة، ومثاله من جهة الساعي أن يكون لأحد الرجلين عشرون شاة منفردة، ولآخر عشرون منفردة، فليس للساعي أن يجمعهما ليأخذ شاة، بل يتركهما متفرقين ولا زكاة، أو يكون لأحدهما مائة شاة، ولآخر مثلها، فليس للساعي جمعهما ليأخذ ثلاث شياه، بل يتركهما متفرقتين، وعلى كل واحد شاة فقط، والله أعلم».